# Federico IV de Zollern
Federico IV de Zollern (ca.1188 -  30 de diciembre de 1255), también conocido como el burgrave Federico II de Núremberg, fue burgrave de Núremberg desde 1204 hasta 1218 y conde de Zollern desde 1218 hasta su muerte en 1255.

## Biografía
Federico IV era el hijo menor de Federico I de Núremberg-Zollern (ca. 1139-ca.1200) y de su esposa Sofía de Raabs (fallecida ca. 1218). Después de la muerte de su padre, fue designado como su sucesor en el burgraviato de Núremberg. En 1218, Federico y su hermano mayor Conrado I dividieron su herencia: Conrado recibió las posesiones de Franconia y se convirtió en burgrave de Núremberg, mientras que Federico recibió el ancestral condado de Zollern. Se le considera el fundador de la línea suaba de la casa de Hohenzollern.
Murió hacia 1255 y fue sucedido como conde de Zollern por su hijo Federico V de Zollern (fallecido el 24 de mayo de 1289).